# Dürrüşehvar Hanim (figlia di Abdülhamid I)
Ayşe Athermelik Dürrüşehvar Hanım (turco ottomano: عایشه درشھوار خانم, lett. "vita", "angelo radioso" e "perla regale"; Istanbul, 1767 – Istanbul, 11 maggio 1831) è stata una principessa ottomana, la figlia maggiore del sultano Abdülhamid I.

## Origini
Ayşe Athermelik Dürrüşehvar Hanım nacque a Istanbul intorno al 1767, da madre sconosciuta. Suo padre, il futuro sultano ottomano Abdülhamid I, all'epoca del suo concepimento e nascita era ancora Şehzade e confinato nel Kafes. Le regole dell'harem dell'epoca vietavano ai principi di avere figli prima di salire, eventualmente, al trono, perciò madre e figlia sarebbero dovute essere uccise entrambe. Tuttavia, Abdülhamid riuscì a far uscire di nascosto la concubina incinta dal Palazzo Topkapi e a nasconderla in un posto sicuro, dove mise al mondo e crebbe la bambina nei suoi primi anni. 
Nel 1774 Abdülhamid salì al trono e richiamò a corte la figlia, che adorava, rendendo nota la sua paternità creando per lei lo status di "figlia adottiva", che la metteva sullo stesso piano delle altre principesse imperiali della famiglia, fra cui le sorellastre. Tuttavia, non poté concederle il titolo di "Sultana", che spettava ai membri femminili della dinastia, per cui non fu mai completamente parificata alle sorellastre.

## Matrimonio
Nel 1784 Dürrüşehvar sposò Nişancı Ahmed Nazif Efendi, figlio di Hacı Selim Ağa, uno studioso proprietario di una libreria e favorito del sultano. La coppia ebbe due figlie.
La principessa ebbe una vita felice grazie al favore del padre, ma nel 1789 suo padre morì e il nuovo sultano, Selim III, giustiziò sia suo marito che suo suocero.
La principessa, rimasta vedova, scelse di non risposarsi. Nel 1809 il suo fratellastro Mahmud II, divenuto Sultano e di cui Dürrüşehvar aveva curato la cerimonia d'insediamento della madre Nakşidil Kadin come Valide Sultan, le concesse di abitare nel palazzo di Kuruçeşme insieme a sua madre.

## Discendenza
Dal suo matrimonio, Dürrüşehvar ebbe due figlie:
- Atiyetullah Hanım (1785 - 1848). Sposò Molla Mehmed Bey (morto il 4 settembre 1824), figlio di Koca Yusuf Pasha, ed ebbe un figlio, Ahmed Muhtar Molla Efendi (10 luglio 1807-22 dicembre 1882), che fu per due volte Sheikh ul-Islam.
- Zeynep Athermelik Hanim (1789 - 1805). Sposò Qadi Izmir Ismail Rahmi Efendi.

## Morte
Ayşe Athermelik Dürrüşehvar morì l'11 maggio 1831 nel suo palazzo e venne sepolta nel mausoleo Nakşidil Sultan, nella moschea Fatih. 